# Summacanthium
Summacanthium es un género de arañas araneomorfas de la familia Miturgidae. Se encuentra en Célebes.

## Lista de especies
Según The World Spider Catalog 12.0:
- Summacanthium androgynum Deeleman-Reinhold, 2001
- Summacanthium storki Deeleman-Reinhold, 2001